# 人形つかい
『人形つかい』（にんぎょうつかい　原題：The Puppet Masters）は、アメリカ合衆国の作家ロバート・A・ハインラインが書いた長編SF小説である。地球外から飛来した異生物によって、人間を含む脊椎動物たちが操られる、という侵略テーマを描いた作品である。

## あらすじ
2007年7月12日（作品中の設定日）、休暇中だった秘密捜査官サムは緊急の招集を受けた。本部に行くと、12時間余り前にアイオワ州グリンネル付近に宇宙から飛来した物体が着陸したという。地元テレビ局は第一報を伝えただけで沈黙し、調査に向かわせた6人の捜査官も、1人だけが「小さな生き物が…」と報告したあと全員が音信不通だという。サムとオールドマン、そしてメアリの3人は、家族旅行を装って現地を訪れた。着陸したという円盤を見にいけば、急ごしらえの張りぼてのようだった。警備の警官や案内人の男も、メアリがいくら性的魅力を振りまいても何の感情の変化を示さない。テレビ局の責任者もメアリに興味を示さず、銃を発射しようとしたので、サムによって射殺された。だが死体の背中が動いていて、そこには長さ1フィート、高さ3インチほどのナメクジ状の生物がいた。それを捕獲して本部に帰ったのだが、ナメクジは死んでいた。生きた標本を手に入れるため、サムは捜査官2人とともに再びテレビ局を訪れた。そこはナメクジが取り付いた猫背姿の人間で溢れていた。何とか1匹のナメクジを手に入れ、本部に戻って研究者に渡したのだが、その標本が逃げ出してサムに取り付いてしまった。
ナメクジはマスター（支配者）と呼ばれた。マスターの意思のもとでサムは行動したが、記憶の一部は残っていた。初めに郊外の部屋を借りた。次にアイオワ州に電報を打ち、マスターが入った容器を送ってもらう。そして理由をつけて部屋に人間を誘い込み、背中にマスターを寄生させたのだ。サムは20人余りにマスターを寄生させた。やがてオールドマンがサムの居場所を突き止め、モルヒネを打って捕まえた。サムのマスターは、チンパンジーの背中に移された。サムはナメクジの支配から生還した、数少ない人間だった。いまやオールドマンの部署では、男は上半身は裸、女も下着のみという姿で行動している。マスターの正体を探るため、再びサムに寄生させられた。尋問が始まり、マスターの目的や生息場所が突き止められた。それらは土星の衛星タイタンから、人類を支配するために飛来したのだった。アイオワ以外にも着陸したことが分かった。オールドマンは大統領に進言し、寄生されていた議員の背中にあるマスターを、上院議会の場で衆人の目前に示すことができた。
アメリカのナメクジに支配されていない地域では、「上半身裸体計画」が発動された。背中が見えるように出していない者は、容赦なく射殺された。やがてナメクジ支配地域に対して、「逆噴射作戦」が行われることになった。多数の兵員を忍び込ませ、マスターが取りついた人間を一掃するのである。それに先立って、サムは現地の状況を調べるためカンザス州に派遣された。そこでは、上半身を出している人間は極めて少ない。都市に入ろうとする者には、交通安全の視力検査と称して機器を覗かせている間に、マスターを寄生させている。着陸した円盤の数とその体積から計算されたマスターの数よりも、寄生されている人間の数がはるかに多い。マスターたちは市長や議員、社長や警察官だけでなく、一般の市民たちも操っていた。そのことをオールドマンに警告しようとしたサムだったが、通信手段が無いなかで「逆噴射作戦」の開始時間になった。
その作戦は、人間側の完敗だった。最初のうちは拠点要所を奪還したのだが、やがて助けを求める通信になりその後は沈黙してしまった。原因は、マスターが分裂して増殖するためだった。最初に地球へ到着したマスターの数は、いまや何千倍、何万倍にも増えていて、アメリカ中部地域は完全に支配されていた。加えてマスターは2体が接触して情報交換すること、犬や猫、象などにも寄生することも分かった。疲れ果てていたサムとメアリは、休暇を取ってから結婚して山小屋に閉じこもり、外部との接触を断って暮らした。そのうち猫に取りついたマスターが、メアリにも寄生した。暖炉の火でマスターを殺したサムは、火傷したメアリとともに山小屋を後にした。そして新しい行動が実践されていることを知る。
それは「日光浴計画」で、男女ともに靴以外は最小限度の衣類しか着けられない。マスターたちが背中だけではなく、腰椎や指先の神経からも人間を支配できることが分かったのだ。だが冬が来る前にナメクジ撲滅を果たさなければ、人類は終わりである。そんな時、ミシシッピー州に新たな円盤が着陸し、近くにいた軍隊によって捕獲された。サムたちが内部を調査すると、マスターが通常使っているタイタン原産生物たちの死体と、人間たちが冬眠状態で入れられているタンクがあった。その前でメアリは、過去のことを思い出していた。彼女は金星居住地でマスターに捕まり、10数年間もタンクに入れられていた。メアリは見た目は20代だが、実際は40歳近いのだった。そして金星を支配しようとしたマスターたちは死に絶え、メアリは生き延びた。金星にある何かの毒か病気で、人間を殺すより先にマスターを殺すものがないだろうか。催眠分析にかけられたメアリの記憶から、金星の風土病「九日熱」であることが突き止められた。マスターを寄生させた猿にこの病原体を注射すると、猿の容態が重症化するよりもかなり前にマスターが死んだ。人類は反攻のための武器を手に入れたのだ。
だがマスターが寄生した数千万人に、一人ずつ病原体を注射することは不可能だ。そこで情報交換のためにマスター同士が接触する機会を利用し、感染させることになった。病原体を持った200匹の猿にマスターが寄生させられ、支配地域に秘密裡に放された。同時に多数の馬を使ってワクチンが作られる。数日後、正気に戻ったテレビ局からは、次々に病気発生を伝える放送が流されはじめた。そこでワクチンを持った兵員が、マスターから解放された人々に注射する。サムとオールドマンも、この作戦に参加し注射してまわった。そのうちオールドマンから助けを求める通信があり、駆け付けたサムは殴られ気絶した。手足を縛られたサムは飛行車に乗せられ、操縦するオールドマンの背中には生き残った1匹のマスターがいた。サムは足先で噴射スイッチを押し、加速で座席に挟まれたマスターは潰された。
4年後、マスターに支配された経験を持つ人々が、タイタンへ掃討戦に向かう準備をしていた。もちろんサムとメアリも参加する。これは12年を要する旅になるのだが、人々の士気は高かった。そして宇宙船アベンジャー号は出発していった。

## 主な登場人物
- サム - 本作の主人公。本名はエリフという。
- オールドマン - サムのボス。「おやじ」とも呼ばれる。本名はアンドリュー。
- メアリ - サムの同僚の美人捜査官。地球側の反攻作戦のカギを握る人物。
- 大統領 - オールドマンの旧友で、トムと呼ばれる。

## 日本語訳書誌情報
- 『人形つかい』　福島正実訳　ハヤカワ文庫SF　SF217　1976年12月

## 映画化
- 1994年 『ブレイン・スナッチャー/恐怖の洗脳生物』（TV放映タイトル、原題：The Puppet Masters）、アメリカ合衆国、スチュアート・オーム監督、ドナルド・サザーランド主演、日本では劇場未公開